# Leucania quadricuspidata
Leucania quadricuspidata là một loài bướm đêm trong họ Noctuidae.